# Anemosa exanthes
Anemosa exanthes är en fjärilsart som beskrevs av Edward Meyrick 1885. Anemosa exanthes ingår i släktet Anemosa och familjen solmott, Pyralidae. Inga underarter finns listade i Catalogue of Life.